# Pelikaansvoet
De pelikaansvoet (Aporrhais pespelecani) is een zeeslak die leeft in kolonies in het oostelijke deel van de Atlantische Oceaan van Noorwegen tot de Middellandse Zee en ook in de Zwarte Zee. De slak komt ook voor in Nederlands zeegebied. De lege schelp spoelt soms aan op stranden. De slak wordt niet langer dan 4,5 cm en heeft een geel-bruine kleur.

## Etymologie en nomenclatuur
De specifieke Latijnse naam pespelecani betekent hetzelfde als de gewone naam: "pelikaansvoet". Deze naam is gebaseerd op de vorm van de driepuntige (of vierpuntige) uitgezette buitenlip van de volwassen schelp, die lijkt op de zwemvliezen van een zeevogel zoals een pelikaan.
De soortnaam wordt vaak pespelicani gespeld naar analogie met de moderne spelling van het woord "pelikaan", maar dit is onjuist. Het was niet de originele spelling zoals gebruikt door Linnaeus, de oorspronkelijke taxonateur van de soort, die hij Strombus Pes pelecani noemde. De regels van de zoölogische nomenclatuur stellen dat de oorspronkelijke spelling van een soortnaam de juiste is, zelfs in gevallen waarin het woord oorspronkelijk verkeerd is gespeld of niet in overeenstemming is met de huidige spelling. In dit geval moet de specifieke naam nu echter als één woord worden geschreven, niet als twee, en kan niet worden afgebroken.

## Leefgebied
Pelikaansvoeten leven meestal begraven in de zandgrond en voeden zich met fijne voedseldeeltjes, zoals plantaardig detritus en soms diatomeeën, welke ze uit de waterstroom filteren die door hun kieuwen stroomt. Als ze bewegen, kruipen ze een beetje en trekken dan met een ruk aan de behuizing. De pelikaansvoet leeft tussen de 10 en 180 meter diepte in modderige bodem. In de Noordzee planten ze zich in het voorjaar en de zomer voort via eieren waaruit planktonachtige veliger-larven uitkomen.